# Mike Eley
Michael „Mike“ Eley (* 1960 in Romford, Essex) ist ein britischer Kameramann und Dokumentarfilmer. Eley ist seit 2010 Mitglied und seit 2017 Präsident der British Society of Cinematographers.

## Leben und Werk
Mike Eley startete seine Karriere als Kameramann in Dokumentarfilmen für die BBC, Channel 4 und ITV. 2000 engagierte ihn Ken Loach zusammen mit Barry Ackroyd für seinen Spielfilm The Navigators. 2002 drehte er unter der Regie von Kevin Macdonald den Dokumentarfilm Sturz ins Leere, der mit dem BIFA Award (BIFA Award for Best British Independent Film) For Best Technical Achievement ausgezeichnet wurde. Eley war in mehreren Filmen und Serien, die Susanna White für die BBC gedreht hat, verantwortlich für die Cinematographie. Für Jane Eyre,  Parade's End und Eine zauberhafte Nanny, alle mit Susanna White als Regisseurin, erhielt er jeweils eine Emmy-Nominierung.
Mike Eley ist seit 2010 Mitglied der BSC. Im Jahr 2022 wurde er in die Academy of Motion Picture Arts and Sciences (AMPAS) berufen, die alljährlich die Oscars vergibt.

## Filmografie (Auswahl)
- 2001: The Navigators, Regie: Ken Loach
- 2002: Sturz ins Leere (Touching  The Void), Dokumentarfilm, Regie: Kevin Macdonald
- 2003: The Blues, Filmreihe; 1 Episode (Red, White and Blues)
- 2006: Jane Eyre, TV-Miniserie, Regie: Susanna White
- 2010: Eine zauberhafte Nanny – Knall auf Fall in ein neues Abenteuer, Regie: Susanna White
- 2013: The Selfish Giant, Regie: Clio Barnard
- 2012: Parade’s End – Der letzte Gentleman, TV-Miniserie, Regie: Susanna White
- 2014: Die verlorene Ehre des Christopher Jefferies (The Lost Honour of Christopher Jefferies), TV-Zweiteiler, Regie: Roger Michell
- 2015: Ronaldo, Dokumentarfilm, Regie: Anthony Wonke
- 2016: Der wunderbare Garten der Bella Brown (This Beautiful Fantastic), Regie: Simon Aboud
- 2017: Meine Cousine Rachel (My Cousin Rachel), Regie: Roger Michell
- 2017: Die Frau, die vorausgeht (Woman Walks Ahead), Regie: Susanna White
- 2018: Nurejew – The White Crow (The White Crow), Regie: Ralph Fiennes
- 2019–2022: State of the Union; TV-Serie, 20 Episoden
- 2019: Blackbird, Regie: Roger Michell
- 2020: The Duke, Regie: Roger Michell
- 2021: Beat the Devil, TV-Film, Regie: David Hare
- 2021: Die Ausgrabung (The Dig), Regie: Simon Stone
- 2024: The Beautiful Game

## Auszeichnungen
- 2015: BAFTA – Photography and lighting, Fiction für Die verlorene Ehre des Christopher Jefferies[3]